# Cadaval e Pêro Moniz
Cadaval e Pêro Moniz (llamada oficialmente União das Freguesias de Cadaval e Pêro Moniz) es una freguesia portuguesa del municipio de Cadaval, distrito de Lisboa.

## Historia
Fue creada el 28 de enero de 2013 en aplicación de una resolución de la Asamblea de la República de Portugal promulgada el 16 de enero de 2013 con la unión de las freguesias de Cadaval y Pero Moniz, pasando su sede a estar situada en la antigua freguesia de Cadaval.

## Demografía
| Gráfica de evolución demográfica de Cadaval e Pêro Moniz entre 2011 y 2021 |
|                                                                            |
| Datos según el nomenclátor publicado por el INE portugués.                 |